# RGPD5
RGPD5‏ (RANBP2-like and GRIP domain containing 6) هوَ بروتين يُشَفر بواسطة جين RGPD5 في الإنسان.